# LJ Volley 2015-2016
Questa voce raccoglie le informazioni riguardanti la LJ Volley nelle competizioni ufficiali della stagione 2015-2016.

## Stagione

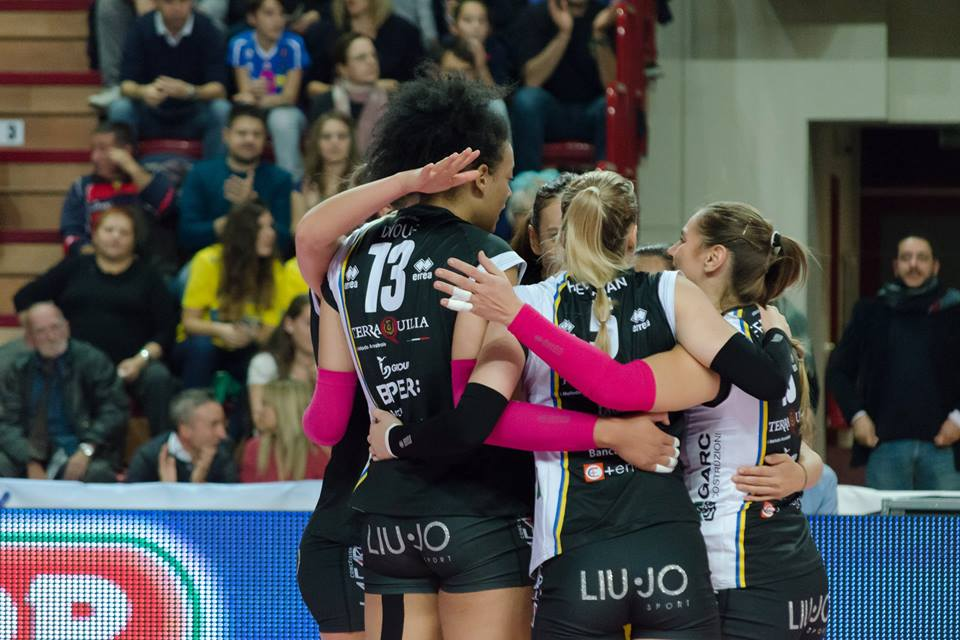
La squadra festeggia la conquista di un punto

La stagione 2015-16 è per la LJ Volley, sponsorizzata dalla Liu Jo, la terza consecutiva in Serie A1; viene confermato l'allenatore, Alessandro Beltrami, mentre la rosa è in buona parte cambiate con le poche conferme di Francesca Ferretti, Laura Heyrman, Chiara Arcangeli e Raphaela Folie: tra i nuovi acquisti quelli di Chiara Di Iulio, Dóra Horváth, Valentina Diouf e Lana Ščuka e tra le partenze quelle di Lucia Crisanti, Samanta Fabris, Francesca Piccinini, Giulia Rondon e Hélène Rousseaux.
Il campionato ha inizio con la vittoria sull'Azzurra Volley San Casciano, seguita nella giornata successiva dalla prima sconfitta ad opera del Promoball Volleyball Flero: nelle successive sei giornate perde una sola volta, contro l'AGIL Volley, per poi concludere il girone di andata con una serie di risultati altalenanti che la portano al quinto posto in classifica, ottenendo la qualificazione alla Coppa Italia. Anche il girone di ritorno si apre con una gara vinta e una persa: successivamente il club di Modena mette a segno quattro successi consecutivi, prima di cadere in casa del Volleyball Casalmaggiore; anche l'ultima parte di regular season si conclude con una serie di risultati altalenanti, confermando il quinto posto in classifica. Nei quarti di finale dei play-off scudetto la LJ Volley supera in tre gare, con la vittoria in gara 1 e 3 e uno stop in gara 2, l'AGIL Volley, approdando per la prima volta alle semifinali: nel secondo turno però viene eliminata a seguito della sconfitta, nelle due gare giocate, dall'Imoco Volley.
Il quinto posto al termine del girone di andata della Serie A1 2015-16 qualifica la LJ Volley alla Coppa Italia, ma la squadra emiliana viene sconfitta già ai quarti di finale, battuta 3-0 dal River Volley.
Il terzo posto in regular season e l'uscita nei quarti di finale dei play-off scudetto qualificano la squadra alla Coppa CEV, ma la squadra rinuncia alla competizione.

## Organigramma societario
Area direttiva
- Presidente: Vannis Marchi
- Vicepresidente: Marco Marchi
- Segreteria generale: Stefania Borri
- Amministratore delegato: Marco Guarnili

Area organizzativa
- Team manager: Otello Pedini
- General manager: Carmelo Borruto
- Direttore sportivo: Carmelo Borruto
- Logistica: Andrea Quartieri

Area tecnica
- Allenatore: Alessandro Beltrami
- Allenatore in seconda: Enrico Barbolini
- Scout man: Elia Laise
- Assistente allenatore: Davide Baraldi, Luca Bucaioni
- Direttore sportivo settore giovanile: Giancarlo Quartieri

Area comunicazione
- Ufficio stampa: Andrea Lolli
- Responsabile comunicazione: Emanuele Barletta, Beatrice Iaccheri
- Fotografo:

Area marketing
- Ufficio marketing: Emanuele Barletta, Beatrice Iaccheri

Area sanitaria
- Medico: Gustavo Savino
- Preparatore atletico: Alessandro Guazzaloca
- Fisioterapista: Paolo Zucchi

## Rosa
| N° | Nome               | Ruolo | Data di nascita   | Nazionalità sportiva |
| -- | ------------------ | ----- | ----------------- | -------------------- |
| 1  | Floriana Bertone   | C     | 19 novembre 1992  | Italia               |
| 2  | Giulia Carraro     | P     | 25 luglio 1994    | Italia               |
| 3  | Nicole Gamba       | L     | 2 giugno 1998     | Italia               |
| 4  | Jessica Rivero     | S     | 15 marzo 1995     | Spagna               |
| 5  | Laura Heyrman      | C     | 17 maggio 1993    | Belgio               |
| 6  | Chiara Di Iulio    | S     | 5 maggio 1985     | Italia               |
| 7  | Raphaela Folie     | C     | 7 marzo 1991      | Italia               |
| 8  | Marta Galeotti     | P     | 27 settembre 1984 | Italia               |
| 9  | Chiara Arcangeli   | L     | 14 febbraio 1983  | Italia               |
| 10 | Francesca Ferretti | P     | 15 febbraio 1984  | Italia               |
| 13 | Valentina Diouf    | S/O   | 10 gennaio 1993   | Italia               |
| 14 | Bernarda Ćutuk     | C     | 22 dicembre 1990  | Croazia              |
| 15 | Sanja Starović     | S/O   | 25 marzo 1983     | Serbia               |
| 17 | Lana Ščuka         | S     | 6 ottobre 1996    | Slovenia             |
| 18 | Dóra Horváth       | S     | 4 marzo 1988      | Ungheria             |

## Mercato
| Acquisti | Acquisti         | Acquisti        | Acquisti      |
| R.       | Nome             | da              | Modalità      |
| -------- | ---------------- | --------------- | ------------- |
| C        | Floriana Bertone | San Casciano    | definitivo    |
| P        | Giulia Carraro   | Potsdam         | definitivo    |
| C        | Bernarda Ćutuk   | inattiva        | definitivo    |
| S        | Chiara Di Iulio  | River           | definitivo    |
| S/O      | Valentina Diouf  | Bergamo         | definitivo    |
| P        | Marta Galeotti   | Évreux          | definitivo    |
| L        | Nicole Gamba     | Junior Casale   | definitivo    |
| S        | Dóra Horváth     | Rabitə Baku     | definitivo    |
| S/O      | Elena Perinelli  | Savino Del Bene | fine prestito |
| S        | Jessica Rivero   | Potsdam         | definitivo    |
| S        | Lana Ščuka       | Kamnik          | definitivo    |
| S/O      | Sanja Starović   | Dinamo Pančevo  | definitivo    |

| Cessioni | Cessioni            | Cessioni               | Cessioni   |
| R.       | Nome                | a                      | Modalità   |
| -------- | ------------------- | ---------------------- | ---------- |
| C        | Lucia Crisanti      | Obiettivo Risarcimento | definitivo |
| S/O      | Samanta Fabris      | AGIL                   | definitivo |
| S        | Matea Ikić          | Neruda                 | definitivo |
| S/O      | Olivera Kostić      | Kamnik                 | definitivo |
| S        | Ilaria Maruotti     | HPK Naiset             | definitivo |
| P        | Elisa Muri          | Cisterna               | definitivo |
| S/O      | Elena Perinelli     | San Casciano           | definitivo |
| L        | Emilia Petrachi     | UC Santa Barbara       | definitivo |
| S        | Francesca Piccinini | Casalmaggiore          | definitivo |
| P        | Giulia Rondon       | Savino Del Bene        | definitivo |
| S        | Hélène Rousseaux    | AGIL                   | definitivo |
| S/O      | Sanja Starović      | -                      | ritirata   |

## Risultati

### Serie A1

#### Girone di andata
| 1ª giornata - 18 ottobre 2015 PalaPanini, Modena                  | LJ                     | 3 - 0 | San Casciano                   | 25-20, 25-14, 25-20               |
| 2ª giornata - 25 ottobre 2015 PalaGeorge, Montichiari             | Flero                  | 3 - 0 | LJ                             | 25-23, 25-22, 25-14               |
| 3ª giornata - 1º novembre 2015 PalaPanini, Modena                 | LJ                     | 3 - 0 | Busto Arsizio                  | 25-18, 25-20, 25-15               |
| 4ª giornata - 4 novembre 2015 PalaPanini, Modena                  | LJ                     | 3 - 0 | Club Italia                    | 25-18, 25-18, 25-15               |
| 5ª giornata - 7 novembre 2015 PalaTerdoppio, Novara               | AGIL                   | 3 - 1 | LJ                             | 25-18, 22-25, 25-15, 25-23        |
| 6ª giornata - 15 novembre 2015 PalaBanca, Piacenza                | River                  | 2 - 3 | LJ                             | 25-22, 24-26, 25-21, 24-26, 10-15 |
| 8ª giornata - 29 novembre 2015 PalaPanini, Modena                 | LJ                     | 3 - 0 | Casalmaggiore                  | 25-16, 25-15, 25-16               |
| 9ª giornata - 2 dicembre 2015 Palasport Città di Vicenza, Vicenza | Obiettivo Risarcimento | 1 - 3 | LJ                             | 15-25, 25-21, 26-28, 18-25        |
| 10ª giornata - 5 dicembre 2015 PalaPanini, Modena                 | LJ                     | 1 - 3 | Imoco                          | 25-21, 21-25, 23-25, 22-25        |
| 11ª giornata - 12 dicembre 2015 PalaResia, Bolzano                | Neruda                 | 0 - 3 | LJ                             | 26-28, 19-25, 19-25               |
| 12ª giornata - 19 dicembre 2015 PalaNorda, Bergamo                | Bergamo                | 3 - 0 | Template:Volley femminile LJNB | 25-16, 25-18, 25-18               |
| 13ª giornata - 22 dicembre 2015 PalaPanini, Modena                | LJ                     | 3 - 1 | Savino Del Bene                | 23-25, 25-16, 25-21, 25-14        |

#### Girone di ritorno
| 14ª giornata - 17 gennaio 2016 Nelson Mandela Forum, Firenze   | San Casciano    | 1 - 3 | LJ                     | 18-25, 19-25, 25-23, 23-25        |
| 15ª giornata - 23 gennaio 2016 PalaPanini, Modena              | LJ              | 1 - 3 | Flero                  | 25-27, 25-16, 15-25, 24-26        |
| 16ª giornata - 31 gennaio 2016 PalaYamamay, Busto Arsizio      | Busto Arsizio   | 0 - 3 | LJ                     | 19-25, 20-25, 24-26               |
| 17ª giornata - 2 febbraio 2016 PalaYamamay, Busto Arsizio      | Club Italia     | 0 - 3 | LJ                     | 19-25, 15-25, 18-25               |
| 18ª giornata - 7 febbraio 2016 PalaPanini, Modena              | LJ              | 3 - 0 | AGIL                   | 27-25, 25-22, 25-17               |
| 19ª giornata - 14 febbraio 2016 PalaPanini, Modena             | LJ              | 3 - 2 | River                  | 25-22, 24-26, 25-15, 22-25, 16-14 |
| 21ª giornata - 28 febbraio 2016 PalaRadi, Cremona              | Casalmaggiore   | 3 - 1 | LJ                     | 23-25, 25-22, 25-15, 27-25        |
| 22ª giornata - 2 marzo 2016 PalaPanini, Modena                 | LJ              | 3 - 2 | Obiettivo Risarcimento | 20-25, 25-19, 27-29, 25-16, 15-13 |
| 23ª giornata - 6 marzo 2016 PalaVerde, Villorba                | Imoco           | 3 - 2 | LJ                     | 25-22, 21-25, 23-25, 25-13, 15-11 |
| 24ª giornata - 13 aprile 2016 PalaPanini, Modena               | LJ              | 3 - 1 | Neruda                 | 25-21, 21-25, 25-12, 25-17        |
| 25ª giornata - 26 marzo 2016 PalaPanini, Modena                | LJ              | 2 - 3 | Bergamo                | 20-25, 25-16, 28-26, 18-25, 11-15 |
| 26ª giornata - 2 aprile 2016 Palazzetto dello Sport, Scandicci | Savino Del Bene | 3 - 0 | LJ                     | 25-17, 25-21, 25-21               |

#### Play-off scudetto
| Quarti di finale (gara 1) - 12 aprile 2016 PalaPanini, Modena     | LJ    | 3 - 0 | AGIL  | 25-19, 25-22, 25-18              |
| Quarti di finale (gara 2) - 14 aprile 2016 PalaTerdoppio, Novara  | AGIL  | 3 - 1 | LJ    | 25-20, 23-25, 25-14, 25-20       |
| Quarti di finale (gara 3) - 31 gennaio 2016 PalaTerdoppio, Novara | AGIL  | 1 - 3 | LJ    | 25-17, 16-25, 23-25, 23-25       |
| Semifinali (gara 1) - 19 aprile 2016 PalaPanini, Modena           | LJ    | 2 - 3 | Imoco | 25-27, 18-25, 26-24, 25-16, 8-15 |
| Semifinali (gara 2) - 21 aprile 2016 PalaVerde, Villorba          | Imoco | 3 - 1 | LJ    | 23-25, 26-24, 25-22, 25-19       |

### Coppa Italia

#### Fase a eliminazione diretta
| Quarti di finale - 17 febbraio 2016 PalaBanca, Piacenza | River | 3 - 0 | LJ | 25-16, 25-16, 25-22 |

## Statistiche

### Statistiche di squadra
| Competizione | Punti | In casa | In casa | In casa | In trasferta | In trasferta | In trasferta | Totale | Totale | Totale |
| Competizione | Punti | G       | V       | P       | G            | V            | P            | G      | V      | P      |
| ------------ | ----- | ------- | ------- | ------- | ------------ | ------------ | ------------ | ------ | ------ | ------ |
| Serie A1     | 44    | 14      | 10      | 4       | 15           | 7            | 8            | 29     | 17     | 12     |
| Coppa Italia | -     | -       | -       | -       | 1            | 0            | 1            | 1      | 0      | 1      |
| Totale       | -     | 14      | 10      | 4       | 16           | 7            | 9            | 29     | 17     | 12     |

G = partite giocate; V = partite vinte; P = partite perse

### Statistiche dei giocatori
| Giocatore    | Serie A1 | Serie A1 | Serie A1 | Serie A1 | Serie A1 | Coppa Italia | Coppa Italia | Coppa Italia | Coppa Italia | Coppa Italia | Totale | Totale | Totale | Totale | Totale |
| Giocatore    | P        | PT       | AV       | MV       | BV       | P            | PT           | AV           | MV           | BV           | P      | PT     | AV     | MV     | BV     |
| ------------ | -------- | -------- | -------- | -------- | -------- | ------------ | ------------ | ------------ | ------------ | ------------ | ------ | ------ | ------ | ------ | ------ |
| C. Arcangeli | 29       | -        | -        | -        | -        | 1            | -            | -            | -            | -            | 30     | -      | -      | -      | -      |
| F. Bertone   | 11       | 16       | 10       | 6        | 0        | 1            | 0            | 0            | 0            | 0            | 12     | 16     | 10     | 6      | 0      |
| G. Carraro   | 6        | 0        | 0        | 0        | 0        | 1            | 0            | 0            | 0            | 0            | 7      | 0      | 0      | 0      | 0      |
| B. Ćutuk     | 3        | 0        | 0        | 0        | 0        | -            | -            | -            | -            | -            | 3      | 0      | 0      | 0      | 0      |
| C. Di Iulio  | 25       | 282      | 241      | 20       | 21       | 0            | 0            | 0            | 0            | 0            | 25     | 282    | 241    | 20     | 21     |
| V. Diouf     | 29       | 467      | 388      | 58       | 21       | 1            | 12           | 10           | 1            | 1            | 30     | 479    | 398    | 59     | 22     |
| F. Ferretti  | 29       | 57       | 26       | 26       | 5        | 1            | 0            | 0            | 0            | 0            | 30     | 57     | 26     | 26     | 5      |
| R. Folie     | 28       | 304      | 205      | 81       | 18       | 1            | 5            | 5            | 0            | 0            | 29     | 309    | 210    | 81     | 18     |
| M. Galeotti  | 3        | 0        | 0        | 0        | 0        | -            | -            | -            | -            | -            | 3      | 0      | 0      | 0      | 0      |
| N. Gamba     | 26       | 3        | -        | -        | 3        | 1            | -            | -            | -            | -            | 27     | 3      | -      | -      | 3      |
| L. Heyrman   | 28       | 326      | 230      | 69       | 27       | 1            | 4            | 3            | 1            | 0            | 29     | 330    | 233    | 70     | 27     |
| D. Horváth   | 28       | 319      | 268      | 22       | 29       | 1            | 10           | 8            | 2            | 0            | 29     | 329    | 276    | 24     | 29     |
| J. Rivero    | 13       | 33       | 25       | 3        | 5        | 1            | 0            | 0            | 0            | 0            | 14     | 33     | 25     | 3      | 5      |
| L. Ščuka     | 17       | 58       | 50       | 7        | 1        | 1            | 8            | 5            | 3            | 0            | 18     | 66     | 55     | 10     | 1      |
| S. Starović  | 5        | 0        | 0        | 0        | 0        | 1            | 0            | 0            | 0            | 0            | 6      | 0      | 0      | 0      | 0      |

P = presenze; PT = punti totali; AV = attacchi vincenti; MV = muri vincenti; BV = battute vincenti